# Plamen Tenev
Plamen Tenev (tiếng Bulgaria: Пламен Тенев; sinh 13 tháng 6 năm 1995 ở Radnevo) là một cầu thủ bóng đá Bulgaria thi đấu ở vị trí hậu vệ cho Vereya.

## Sự nghiệp
Ngày 5 tháng 1 năm 2018, Tenev ký bản hợp đồng 1,5 năm cùng với Vereya.

## Thống kê câu lạc bộ

### Câu lạc bộ
Tính đến 29 tháng 12 năm 2015
| Câu lạc bộ            | Mùa giải            | Hạng đấu            | Giải vô địch | Giải vô địch | Cúp     | Cúp       | Châu Âu | Châu Âu   | Tổng    | Tổng      |
| Câu lạc bộ            | Mùa giải            | Hạng đấu            | Số trận      | Bàn thắng    | Số trận | Bàn thắng | Số trận | Bàn thắng | Số trận | Bàn thắng |
| --------------------- | ------------------- | ------------------- | ------------ | ------------ | ------- | --------- | ------- | --------- | ------- | --------- |
| Beroe Stara Zagora    | 2012–13             | A Group             | 1            | 0            | 0       | 0         | –       | –         | 1       | 0         |
| Beroe Stara Zagora    | 2013–14             | A Group             | 4            | 0            | 1       | 0         | –       | –         | 5       | 0         |
| Beroe Stara Zagora    | 2014–15             | A Group             | 1            | 0            | 0       | 0         | 0       | 0         | 1       | 0         |
| Spartak Pleven (mượn) | 2015–16             | B Group             | 12           | 0            | 2       | 0         | –       | –         | 14      | 0         |
| Beroe Stara Zagora    | 2015–16             | A Group             | 0            | 0            | 0       | 0         | 0       | 0         | 0       | 0         |
| Beroe Stara Zagora    | Tổng                | Tổng                | 5            | 0            | 2       | 0         | 0       | 0         | 7       | 0         |
| Tổng cộng sự nghiệp   | Tổng cộng sự nghiệp | Tổng cộng sự nghiệp | 18           | 0            | 2       | 0         | 0       | 0         | 20      | 0         |